# Комуна (Ташлинський район)
Кому́на (рос. Коммуна) — село у складі Ташлинського району Оренбурзької області, Росія.

## Населення
Населення — 232 особи (2010; 255 у 2002).
Національний склад (станом на 2002 рік):
- росіяни — 67 %